# Uma História dos Povos de Língua Inglesa
Para outras obras de Winston Churchill consultar Winston Churchill (como escritor)
Uma História dos Povos de Língua Inglesa (A History of the English-Speaking Peoples) é uma história em quatro volumes da Grã-Bretanha e das suas antigas colónias e possessões em todo o mundo, escrita por Winston Churchill, cobrindo o período que vai desde a invasão da Grã-Bretanha por  Júlio César (55 A.C.) até ao início da Primeira Guerra Mundial (1914). Foi iniciada em 1937 e foi finalmente publicada em 1956 – 58, adiada várias vezes pela guerra e pelo seu trabalho noutros textos. Tem havido edições concisas que reunem num único os quatro volumes iniciais.

## Escrita e Publicação
Churchill, que se destacou em história quando criança, e cuja mãe era americana, tinha uma firme convicção na assim designada "relação especial" entre o povo da Grã-Bretanha e os da Commonwealth of Nations unidos sob a Coroa (Nova Zelândia, Canadá, Austrália, África do Sul etc.) com o povo dos Estados Unidos da América que se tinha separado da Coroa e seguido o seu próprio destino. Este seu livro, portanto, tratou das duas resultantes divisões dos "povos de língua inglesa".
Por sugestão do editor Newman Flower, Churchill começou a história durante a década de 1930, no período que o seu biógrafo oficial Martin Gilbert denominou os "anos de deserto", quando ele não esteve no governo. O trabalho foi interrompido em 1939 quando a Segunda Guerra Mundial deflagrou e Churchill foi nomeado  Primeiro-ministro. Após o fim da guerra, em 1945, Churchill esteva ocupado, primeiro a escrever a sua história (série de livros) da II Guerra Mundial, e depois como primeiro-ministro entre 1951 e 1955, e assim apenas no final dos anos 1950, sendo ele já octogenário, foi Churchill capaz de terminar a obra.
Os volumes posteriores foram concluídos quando Churchill já ultrapassara os oitenta. Um terço completo do último volume foi dedicado às minúcias militares da Guerra Civil Americana. A história social,  a revolução agrícola britânica e a revolução industrial dificilmente receberam uma menção. O adversário político Clement Attlee sugeriu que o trabalho deveria ter sido intitulado "Coisas na história que me interessaram".
Apesar dessas críticas, os livros foram campeões de vendas e receberam recensões favoráveis em ambos os lados do Atlântico. No 'Daily Telegraph ', J.H. Plumb escreveu: "Esta história vai perdurar; não só porque Sir Winston a escreveu, mas também pelas suas próprias virtudes intrínsecas — o poder da sua narrativa, o seu fino juízo acerca da guerra e da política, dos soldados e dos estadistas e ainda mais porque reflecte uma tradição do que os Ingleses no apogeu de seu império pensaram e sentiram sobre o passado do seu país." Esta obra escrita de Churchill foi uma das mencionadas na sua citação de Prémio Nobel da Literatura.
Os quatro volumes são:
- O Nascimento do estado Britânico (The Birth of Britain)
- O Mundo Novo (The New World)
- A Idade da Revolução (The Age of Revolution)
- As Grandes Democracias (The Great Democracies)

A BBC produziu uma série de televisão de vinte e seis episódios de cinquenta minutos cada vagamente baseado nesta obra de Churchill e intitulada As Pessoas de Churchill (Churchill's People) que foi transmitida em 1974 e 1975. No entanto, a qualidade das produções foi considerada pobre e a série recebeu fracas classificações. Também no início da década de 1970, a obra foi publicada em formato de revista semanal em 112 fascículos com artigos de outros historiadores no Reino Unido, Canadá, Austrália, Nova Zelândia e África do Sul.
Uma sequela da obra de Churchill, Uma história dos Povos de Língua Inglesa desde 1900 (A History of the English-Speaking Peoples Since 1900), de Andrew Roberts, foi publicada em 2006.

## Leituras Adicionais
- Peter Clarke.  Mr. Churchill's Profession: The Statesman as Author and the Book that Defined the "Special Relationship" (Bloomsbury Press; 2012) 347 pages; a history of how the book was written & its reception